# Månegarm
Månegarm er en jættefødt ulv, også kaldet Managarm. Søn af Fenrisulven og Hyrrokin.